# Scatopsciara vivida
Scatopsciara vivida là một ruồi trong họ Sciaridae, thuộc chi Scatopsciara. Loài này được Winnertz miêu tả khoa học đầu tiên năm 1867.